# دوغ ماغنوس
دوغ ماغنوس (بالإنجليزية: Doug Magnus)‏ هو سياسي أمريكي، ولد في 1 نوفمبر 1950. حزبياً، نشط في الحزب الجمهوري لمينيسوتا ‏ والحزب الجمهوري. وقد انتخب عضو مجلس نواب مينيسوتا.